# Стрибки у воду на Чемпіонаті світу з водних видів спорту 2023 — змішаний синхронний трамплін, 3 метри
Змагання зі стрибків у воду з змішаного синхронного триметрового трампліна на Чемпіонаті світу з водних видів спорту 2023 відбулися 22 липня 2023 року.

## Результати
Фінал відбувся 22 липня о 15:30 за місцевим часом.
| Місце | Країна         | Стрибуни                            | Очки   |
| ----- | -------------- | ----------------------------------- | ------ |
| 1     | Китай          | Жу Зіфень Лінь Шань                 | 326.10 |
| 2     | Австралія      | Домонік Бедгуд Меддісон Кіні        | 307.38 |
| 3     | Італія         | Маттео Санторо К'яра Пеллакані      | 294.12 |
| 4     | Південна Корея | Ї Джа Гйон Кім Су Чі                | 281.46 |
| 5     | Швеція         | Еліас Петерсен Емілія Нільссон      | 276.60 |
| 6     | Мексика        | Джахір Окампо Аранца Вазкес Монтано | 273.90 |
| 7     | Німеччина      | Александр Лубе Яна Ротер            | 270.45 |
| 8     | США            | Джек Ріян Кріста Палмер             | 263.88 |
| 9     | Єгипет         | Мохамед Фарук Маха Ейсса            | 256.08 |
| 10    | Польща         | Анджей Решутек Кая Скжек            | 255.15 |
| 11    | Венесуела      | Хесус Гонсалес Елізабет Перез       | 248.10 |
| 12    | Іспанія        | Карлос Камачо Росіо Велазкес Ролдан | 245.88 |
| 13    | Нова Зеландія  | Фрейзер Тавенер Меггі Сквейр        | 241.50 |
| 14    | Бразилія       | Рафаель Макс Анна Сантос            | 239.40 |
| 15    | Ірландія       | Джейк Пассмор Клер Краян            | 237.18 |
| 16    | Макао          | Хі Хеун Вінг Чой Сут Куан           | 184.02 |
|       | Канада         | Бріден Хаттьє Памела Вейр           | DNS    |